# شهرستان لی (هبئی)
شهرستان لی (به انگلیسی: Li County) یک شهرستان در چین است که در بائودینگ واقع شده‌است.